# 趙淑嘉
趙淑嘉（1898年—1984年4月1日），名懿，字敬若，閨名啟寶，江蘇省常熟縣人。1951年在江蘇省婦女選區遞補當選第一屆立法委員。

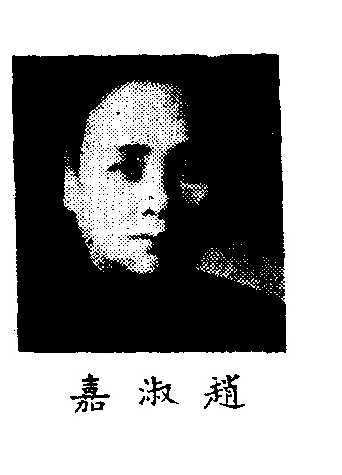
出席制憲國民大會代表時

## 生平[3][4][5]
- 上海美術專門學校畢業
- 上海博文女校長
- 上海女權運動同盟會常務理事
- 中國婦女慰勞自衛抗戰將士總會常務理事
- 全國兒童保育會四川分會常務理事
- 華僑興華銀行常務董事
- 廣東省臨時參議會議員
- 制憲國大代表
- 憲政實施促進委員會委員
- 遞補第一屆立法委員
- 民國73年4月1日病逝[6]